# Halowe Mistrzostwa Świata w Lekkoatletyce 1993 – skok wzwyż mężczyzn
Skok wzwyż mężczyzn – jedna z konkurencji rozgrywanych podczas halowych mistrzostw świata w lekkoatletyce w 1993. Kwalifikacje odbyły się 13 marca, a finał został rozegrany 14 marca.
Do kwalifikacji zgłoszonych zostało 25 zawodników z 21 państw.
Zawody w tej konkurencji wygrał reprezentant Kuby Javier Sotomayor. Drugą pozycję zajął zawodnik ze Szwecji Patrik Sjöberg, trzecią zaś reprezentujący Wielką Brytanię Steve Smith.

## Wyniki

### Kwalifikacje
Źródło:
Grupa A
| Miejsce | Zawodnik              | Państwo          | Wynik | Uwagi |
| ------- | --------------------- | ---------------- | ----- | ----- |
| 1.      | Dalton Grant          | Wielka Brytania  | 2,27  |       |
| 2.      | Steinar Hoen          | Norwegia         | 2,27  | =     |
| 3.      | Juha Isolehto         | Finlandia        | 2,24  |       |
| 3.      | Alex Zaliauskas       | Kanada           | 2,24  |       |
| 5.      | Gustavo Adolfo Becker | Hiszpania        | 2,20  |       |
| 5.      | Roberto Ferrari       | Włochy           | 2,20  |       |
| 7.      | Lee Jin-taek          | Korea Południowa | 2,20  | NR    |
| 8.      | Lou Cwee Peng         | Malezja          | 2,15  | NR    |
| 9.      | Takahiro Kimino       | Japonia          | 2,15  |       |
| –       | Hilaire Onwanlélé     | Gabon            | DNS   |       |
| –       | Igor Paklin           | Kirgistan        | DNS   |       |
| –       | Khemraj Naiko         | Mauritius        | DNS   |       |

Grupa B
| Miejsce | Zawodnik           | Państwo           | Wynik | Uwagi |
| ------- | ------------------ | ----------------- | ----- | ----- |
| 1.      | Sorin Matei        | Rumunia           | 2,27  |       |
| 2.      | Jurij Serhijenko   | Ukraina           | 2,27  |       |
| 3.      | Javier Sotomayor   | Kuba              | 2,24  |       |
| 3.      | Steve Smith        | Wielka Brytania   | 2,24  |       |
| 3.      | Wolf-Hendrik Beyer | Niemcy            | 2,24  |       |
| 3.      | Charles Austin     | Stany Zjednoczone | 2,24  |       |
| 3.      | Troy Kemp          | Bahamy            | 2,24  |       |
| 3.      | Hollis Conway      | Stany Zjednoczone | 2,24  |       |
| 3.      | Patrik Sjöberg     | Szwecja           | 2,24  |       |
| 3.      | Arturo Ortiz       | Hiszpania         | 2,24  |       |
| 11.     | Marino Drake       | Kuba              | 2,20  |       |
| 12.     | Rolandas Verkys    | Litwa             | 2,20  |       |
| –       | Lambros Papakostas | Grecja            | DNS   |       |

### Finał
Źródło:
| Miejsce | Zawodnik           | Państwo           | Wynik | Uwagi |
| ------- | ------------------ | ----------------- | ----- | ----- |
| 01 !    | Javier Sotomayor   | Kuba              | 2,41  |       |
| 02 !    | Patrik Sjöberg     | Szwecja           | 2,39  |       |
| 03 !    | Steve Smith        | Wielka Brytania   | 2,37  | NR    |
| 4.      | Dalton Grant       | Wielka Brytania   | 2,34  |       |
| 4.      | Troy Kemp          | Bahamy            | 2,34  | =     |
| 6.      | Jurij Serhijenko   | Ukraina           | 2,31  |       |
| 7.      | Wolf-Hendrik Beyer | Niemcy            | 2,31  |       |
| 8.      | Hollis Conway      | Stany Zjednoczone | 2,24  |       |
| 9.      | Charles Austin     | Stany Zjednoczone | 2,24  |       |
| 9.      | Steinar Hoen       | Norwegia          | 2,24  |       |
| 9.      | Sorin Matei        | Rumunia           | 2,24  |       |
| 12.     | Arturo Ortiz       | Hiszpania         | 2,24  |       |